# Rinorea analavelensis
Rinorea analavelensis H.Perrier – gatunek roślin z rodziny fiołkowatych (Violaceae). Występuje endemicznie w środkowym Madagaskarze. 

## Morfologia
PokrójZimozielony krzew dorastający do 2 m wysokości.
LiścieBlaszka liściowa ma romboidalny lub lancetowaty kształt. Mierzy 5–10 cm długości oraz 1,7–3,7 cm szerokości, jest ząbkowana na brzegu, ma zbiegającą po ogonku nasadę i spiczasty wierzchołek. Przylistki są równowąsko lancetowate i osiągają 5–10 mm długości. Ogonek liściowy jest nagi i ma 3–5 mm długości.
KwiatyZebrane w kłębikach tworzących wiechy, wyrastają na szczytach pędów.

## Biologia i ekologia
Rośnie w lasach i zaroślach. Występuje na wysokości około 1200 m n.p.m.